# オーストラリア8大学
オーストラリア8大学（オーストラリアはちだいがく、英語: Group of Eight）は、オーストラリアの主要な大学8校から成るアメリカのアイビーリーグ、イギリスのラッセル・グループと並ぶとされる名門大学群の総称。1999年結成。学生の相互交流、合同シンポジウムの開催、政府への政策提言を行う。 オーストラリア国内で最も優れた8つの名門校が加盟しており、オーストラリア国立大学、メルボルン大学、シドニー大学、モナシュ大学、クイーンズランド大学、アデレード大学、ニューサウスウェールズ大学、西オーストラリア大学が該当する。これらの大学はオーストラリアのみならず世界的にも評価が高いことでも有名で、2021年のQS世界大学ランキングでも、世界トップ50に5校がランクインしている。

## 構成大学
- オーストラリア国立大学
- シドニー大学
- メルボルン大学
- ニューサウスウェールズ大学
- クイーンズランド大学
- モナシュ大学
- 西オーストラリア大学
- アデレード大学